# فايد محمد فايد
فايد محمد فايد (29 أغسطس 1924 - 27 أكتوبر 1988) هو مغني وممثل مصري.

## حياته ونشأته
ولد فايد محمد فايد في أحد قري مركز ميت غمر بمديرية الدقهلية في 29 أغسطس 1924، وعندما التقي بمحمد حسني والد سعاد حسني ونجاة الصغيرة تغيرت حياتها بالكامل، وقد اصطحابه للقاهرة معه، والحقه للدراسة بمعهد الموسيقى العربية، ودرس به لسنتين، وتعلم الغناء والعزف على العود، توفي في منزله 27 أكتوبر 1988 بكفر طهرمس بالجيزة.

## زيجته
تزوج فايد أكثر من 39 زوجة، وقد ألتقي بمعظمهم في الأفراح والحفلات التي كتن يعني بها، وتزوج من مختلف الأعمار والطبقات ومن داخل وخارج الوسط الفني، ولم يتوقف عن الزواج حتي وفاتها سنة 1989، والأكثر غرابة أنه كان يحتفظ ببدلة خاصة، عندما يحضر للمحاكم الشرعية عند الطلاق.

### زواجه من أسمهان
وكان زواجه الأشهر والأول من المغنية أسمهان، عندما تصادف وجود فايد في القدس سنة 1942، لإقامة حفلاته الغنائية، ومدير للجنة الموسيقي في إذاعة الشرق الادني في يافا، وكانت أسمهان تقيم في القدس وتعمل للعودة إلي مصر لتصوير فيلمها غرام وانتقام إلا أن قوانين الإقامة في مصر رفضت عودتها، ووجدت الحل الأنسب بالزواج من فايد للحصول علي الجنسية المصرية شكليا للتمكن من العودة لمصر واستمر الزواج لمدة عشرين يوماً فقط.

## مسيرته
عمل مدرساً للموسيقى في مدرسة السيدة زينب الابتدائية، وبدأ حياته بالغناء في المناسبات والأفراح الشعبية، وغنى بعدها في عدد من محطات الإذاعة والملاهي الليلية، وظهرت موهبته من خلال الغناء فى الإذاعة المصرية بأغنيته «سوق الحلاوة جبر» والتي ذاعت واشتهرت وقتها، بدأ الظهور في السينما مشارك بالغناء في كتير من الأفلام،
اختاره بعدها علي الكسار في أفلامه مغنيا وممثل في بعض اللقطات الفنية، وأشهرها كان فيلم سلفنى 3 جنيه.

## أعماله

### غناء في الأفلام
الطاغية
1985 - فيلم غناء
شاطئ الحظ
1983 - فيلم
أشياء ضد القانون
1982 - فيلم
مطرب
البؤساء
1978 - فيلم
لمن تشرق الشمس
1976 - فيلم
مطرب
أربع بنات وضابط 1954 - فيلم
الفارس الأسود 1954 - فيلم غناء
خطف مراتي
1954 - فيلم
مطرب الخمارة
اللقاء الأخير
1953 - فيلم
غناء
أولاد الشوارع
1951 - فيلم
بنات الريف
1945 - فيلم
أولاد الفقراء
1942 - فيلم
المطرب
سلفني 3 جنيه
1939 - فيلم
الكنز المفقود
1938 - فيلم
يوم المنى
1938 - فيلم
الساعة 7
1937 - فيلم
بواب العمارة
1935 - فيلم
غناء
الأستاذ عفيفي - مسلسل إذاعي
في قافلة الزمان
1984 - مسلسل
غناء
أشياء ضد القانون
1982 - فيلم
غناء
لمن تشرق الشمس
1976 - فيلم
غناء
الفارس الأسود
1954 - فيلم
غناء
خطف مراتي 1954- فيلم غناء أغنية سلامات

### أغاني
غني فايد عن ما يزيد من مائتان أغنية ولعل أشهرهم؛
- عشاقك كتير يا ليل (كلمات محمد محمود).

- لاموني الناس على حبى.

- ياليله بيضا يانهار بيلالى.

- حلاوتها زايده حته.

- سوق الحلاوه جبر واتبغددوا الوحشين (كلمات عبد الفتاح شلبي).

- بحبهم الاتنين - (كلمات محمود الكمشوشي).

- يابنت قولى لابوكى (كلمات فايد محمد فايد).

- يا ليله بيضاء - (كلمات فتحى شريف).